# Велика Загорівка
Вели́ка Заго́рівка — село в Україні, у Плисківській сільській громаді Ніжинського району Чернігівській області. Розташоване на сході району. До 2017 центр Великозагорівської сільської ради, якій було підпорядковано також хутір Степ. Населення — 1562 осіб (2012 рік).

## Географія
Село розташоване в східній частині району, за 12 км від міста Борзна (автошляхами — 12,2 км) та за 10 км від залізничної станції Плиски. Висота над рівнем моря — 131 м.

## Історія

### Рання історія села до початку XX століття
Згідно з виданням «Історія міст і сіл Української РСР» часом заснування Великої Загорівки визнається 1575 рік: селище вперше згадується в 2-й половині XVI століття. Село на березі річки, яка тоді називалася Кудін, як і велика частина Чернігово-Сіверської землі, у той час входила в склад Великого князівства Московського. За сучасними українськими джерелами село засновано значно пізніше, оскільки 1618 польському шляхтичу Вишелю було надане «пусте городище Борзна з округою» — жодної згадки про Велику Загорівку немає.
1618 року згідно з Деулінською угодою велика частина сіверщини відійшла до Польщі. 1621 року значні земельні володіння в задеснянському регіоні отримав Щасний Вишель — королівський ротмістр з Мазовеччини, який повернувся з московського полону. Йому було надане «пусте городище Борзна з округою». На середину 1629 року Щ. Вишель, який на той час вже був Новгород-Сіверським хорунжим і Ніжинським війтом, осадив слободу Загорівку (Велику), що знаходилась в його ґрунтах. За успіхи «в осадженні за свій кошт пустих волостей у Сіверщині» Сигізмунд ІІІ надав новгород-сіверському капітанові 40 волок між річками Плиска та Загорівка. Пізніше до цих 40 волок король додав ще стільки ж. Це посувало межі Борзнянської волості далі на південь.
У 1635 році Щасний Вишель поступився Борзнянською волостю цехановському каштеляну Францішкові Вишлю. На той час крім Борзни в документі названі селища Сорока, Миколаївка, Стрельники, Носалівка, Красилівка, Загорівка (Мала), і села Плиска й Загорівка (Велика).
Початок козацьких повстань під проводом Богдана Хмельницького викликали тут своєрідну муніципальну революцію, яка полягала у масовій підтримці повстання місцевим населенням, вигнанні і винищенні осіб, трактованих як ініціаторів ліквідації чи урізання традиційних прав і привілеїв козаків та вільних переселенців, а також експорті революції місцевими козаками на північ Десни і Сейму. Як писав польний гетьман Микола Потоцький у листі від 31 грудня 1630 року до коронного гетьмана Станіслава Концєпольського, місцеві слободи є «пол. seminarium buntyw» (школою бунтів). Після зайняття в середині 1648 року повсталими козаками території Чернігово-Сіверщини фактично завершилася польська доба в історії регіону.
| Реєстра всего войска Запорожского после Зборовского договора с королєм польськім Яном Казіміром составленниє 1649 года, октября 16 дня». Полк Черниговській. Сотня Борзнянская. Загоровці: Лебедь Степан, Крикуненко Іван, Росколупка Іван, Матвієнко Опанас, Корнієнко Роман, Матюшенко Іван, Хотінович Наум, Кайдашенко Устим, Копненко Ігнат, Мелесченко Марко, Яхненко Мисько, Спусканий Семен, Бурак Васько, Потерушенко Артим, Сохацький Тимош, Рубаник Васько, Похилий Степан, Турбовець Грицько, Куст Кость, Верховодка Андрій, Хведченко Грицько, Приходко Федор, Богомолний Матвій, Павленко Семен, Ярошенко Степан, Довгополенко Андрій, Свистюлниченко Артюх, Цирулик Тимош, Кузбинко Калин, Брусиловець Васько, Тарасенко Олекса, Біляченко Михайло, Хосченко Васько, Москаль Тимош, Ємченко Андрій, Поддубненко Конон, Нагойний Іван, Грек Федько. |
Відповідно до рішень Переяславської Ради та Березневих статей 1654 року, Борзнянська сотня, як і вся територія Козацько-Гетьманської Держави, потрапила під протекторат Московського царства:

| Да февраля в 2 день [1654] столник Михаило Михаилов сын Дмитреев да подячей Степан Федоров приехали Нежинского полку в город Борзну и в том городе Борзне сотника и ясаула козаков и мещан того города и уезду ска-зав им государеву церкву и великого князя Алексея и к вере привели по чиновной книге того ж города в соборные церкви Рожества пресвятые Богородицы тое ж церкви при протопопе при Василье, а кто имены: сотник и ясаул, и козаки, и мещане того города и уезду у веры были их имена написаны в сей книге порознь: Села Загоровского козаки: атоман Степан Лебед[7], Иван Фунец, Устин Салдат, Павел Сшкарупа, Нестор Кушнер, Остафей Петров, Гаврила Мелентьев, Кондратей Мокарьев, Иван Нестеров, Петр Дмитриев, Михаила Росколупа[7], Иван Росколупа, Мартын Власов, Мартин Великий, Василей Сленченков, Иван Тиганигда, атоман Наум Хотінов[7], Денис Журков, Левонтей Клидученко, Григоре Корбаш, Остафей Левонтьев, Андрей Павлов, Зиновей Рыбка, Кирило Ус, Иван Ніжинець, Стефан Савостьянов, Федор Турчен, Алексій Климов, Левонтей Алексіев, Кахира Найденов, Яков Хоритонов, Еуфим Стрижка, Данилка Бояринов, Клементей Богданов, атоман Тимофей Сухатцкий[7], Карп Погребный, Яков Погребный, Игнатка Сущенко, Семен Мященко, Данило Зраи(т)ель, Евсівей Климов, Василей Июдин, Степан Росколупа, атоман Семен Кахіра, Михаила Юхненко, Матвій Мазненко, Иван Лавров, Иван Бурак, Евсівей Сидоров, Авдій Семенов, Игнатей Власов, Карп Лобода, Данило Кулбачный, Торасей Свистолник, Гаврила Шкелик, Филип Коопин, Иван Дудка, атоман Андрий Данилов, Роман Малый, Евсівей Толстенко, Алексій Толстенко, Андрій Олферьев, Михаила Бойка, Савелей Чалай, Яков Левонтьев, Левонтей Погребный, Мартин Гаврилов, Павел Житник, Корній Коваль, Дементей Куненков, Остафей Колитка, Семен Есаул, Алексій Дутка. И по упомянутому 1-му пункту высочайшая 7162 (1654) году марта 27 дня от государя царя Алексея Михайловича жалованная грамота дана о поступании им по прежним правам и вольностям. Имений казацких чтоб никто не отнимал; которые землю имеют и все пожитки с тех земель, чтоб при тех имениях добровольно владели; вдов, после казаков остальных, чтобы и дети их також вольности имели, как предки и отцы их… Села Загоровки мещане: Ивашка Хира, Климко Иванов, Федка Ермолов, Филко Коробишин, Ивашка Бошко, Федка Швец, Федка Бреус, Панка Брусенко, Юрка Петров, Ивашка Бийко, Ивашко Скопненко, Кузка Петров, Евтешко Хахирин, Ерошко Ритный, Куска Заворотный, Сенка Войкогун, Харка Найденов, Ивашко Приимка, Еремко Богданов, Мелешко Артемьев, Кузка Ортемьев, Стенка Туровец, Обакумко Коваль, Гришко Косьянов, Евтешка Голяк, Ивашка Горшенко, Ефимко Лаврентьев, Васка Кровец, Дениско Даренко, Мартынко Стародубенко, Федка Корніев, Стенка Лейченко, Голохтионко Найденов, Ивашко Петлев, Алешко Иванов, Мартынка Ероколенко, Васка Зил, Ивашка Костентинов, Савостка Корніев, Софонко Удовой, Васка Ровчок, Федка Вовк, Богдашко Гусятников, Никитка Петлич, Митка Ильин, Ивашка Колачник, Мишко Швец, Алимпейко Ефрімов, Стенка Найденов, Матюшка Литвин, Панка Кутцкий, Алешко Богданов, Фомъко Тимонов, Янка Погорілников, Митка Погорілников, Сенка Иванов, Данилко Котутцкий, Фотійко Совелев, Кирилко Литвин, Емелко Ситник, Тимошка Г(о)лохтионов, Сенка Томилин, Лучко Плечко, Тимошко Чик, Исачко Черняхов, Ермошко Лукьянов, Ивашко Трофимов, Гришко Семенов, Ивашко Ромонов, Серешко Розмазнихин, Лучко Пугач, Ивашко Мисколенко, Сенко Дорофіев, Янка Ручко, Данилко Кузмин, Куска Басанцов, Кудинко Ермолов, Устинко Ермолов, Еска Ровенков, Карпунко Власьев, Лунка Пугань, Янка Лукьянов, Мишко Гуйненков Васка Рабский, Ипполитко Колесник, Фомка Литвин, Ивашка Коновал, Демко Шумейко, Данилко Дорофіев. …село [Великая] Загоровки и в том селе стоит црков древеная во имя Успения Пресвятые Богородицы [28 серпня н.ст.]; у тое цркви служащей поп Козма … и тех сел козаки и мещане были у веры в городе Борзне вместе с сотником. |
За гетьманів Івана Брюховецького, Дем'яна Многогрішного, Івана Самойловича село знаходилося в підпорядкуванні старшини Борзенської сотні. Іван Мазепа надав Загорівку у володіння генеральному судді Саві Прокоповичу. Після смерті якого містечком володіли його син, також генеральний писар Семен Савич. Після нього «по жалованний монаршій грамоті, в 1718 году даній батьку його за служби войскові» Велика Загорівка перейшла у вічне володіння сина Семена Савича — бунчукового товариша Федора Савича.
У другій половині XVII сторіччя у Великій Загорівці діяло церковне братство, членами якого були ремісники місцевих ткацького, кравецького й різницького цехів.
На початок XIX сторіччя, у 1800 році в селі Велика Загорівка мешкало 1176 душ чоловічої статі, що сплачують податки та на хуторі (без назви) при селі ще 3 душі чоловічої статі. На хуторі Ступник (нині урочище у Великій Загорівці) — 10 душ.
1849 року у Загоровці побудована дерев'яна Покровська церква. Станом на 1866 рік в селі було сільське училище, церква. У 445 дворах мешкало 2933 жителів.
За даними першого всезагального перепису населення Російської імперії 1897 року в Загоровці нараховувалося 687 дворів, 3728 жителів (5,4 душ в дворі, найвищий показник кількості людей в селі). Діяли земська школа, бібліотека, відбувалися три ярмарки на рік.
Брокгауз і Єфрон описують Велику Загорівку на початку ХХ століття: — дворов 610, жителів 3076, школа, 3 лавки. За іншими даними, «при річці Кудін розміщено село Велика Загорівка, що має близько 4 тисяч жителів, декілька лавок і вітряних млинів».

### Післяреволюційний період і до наших днів
1988 року в селі мешкало 2035 жителів (за 88 років зменшилось людей ще на третину: револющії, розкуркулення, колективізація, голодомори, війна, міграція в міста). Чисельність населення на 2012 рік становила 1562 осіб(скорочення за рахунок природної смертності).
На фронтах Другої світової війни билися 800 жителів Великої Загорівки, 300 з них за мужність і відвагу, проявлені в боях, нагороджені орденами і медалями СРСР, 400 — загинули. На їх честь в селі споруджено обеліск Слави. На братській могилі — пам'ятник радянським воякам, що загинули в боях за відвоювання села від гітлерівців.
У повоєнний період у селі знаходилися колгоспи імені Свердлова і «Україна», за якими було закріплено 6428 гектарів сільськогосподарських угідь, у тому числі 5219 га орної землі. Це були багатогалузеві господарства, де вирощували зернові культури, картоплю, цукровий буряк, займалося м'ясо-молочним тваринництвом.

## Населення

### Мова
Розподіл населення за рідною мовою за даними перепису 2001 року:
| Мова       | Кількість | Відсоток |
| ---------- | --------- | -------- |
| українська | 1556      | 99.62%   |
| російська  | 5         | 0.32%    |
| румунська  | 1         | 0.06%    |
| Усього     | 1562      | 100%     |

## Відомі люди
- Савченко Юрій Борисович[14](6.05.1989 — 31.08.2014) — старший сержант, військовослужбовець 169-го навчального центру Сухопутних військ ЗС України (Десна). Загинув поблизу м. Дебальцеве. Похований в с. В.Загорівка. За особисту мужність і героїзм, виявлені при захисті державного суверенітету та територіальної цілісності України, вірність військовій присязі, нагороджений Орденом «За мужність» ІІІ ступеня (посмертно).
- Лестуха Володимир Михайлович — солдат 80-ї бригади. Трагічно загинув в січні 2015-го у Львівській області. В листопаді 2015-го у Бахмачі йому відкрито меморіальну дошку[15]
- Вакуловський Віктор Вікторович — військовий і громадський діяч, член Вищого проводу Гетьманського руху; сотник піхоти Армії УНР.
- Горкавий Сергій Кирилович (* 1956) — український прозаїк.
- Шиш Анатолій Олександрович — лікар-хірург. Працював в 60-ті роки лікарем у селі.
- Арендар Петро Савич — депутат Верховної Ради УРСР.

## Інфраструктура
У селі є загальноосвітня школа, клуб, бібліотека, дільнича лікарня, магазини, відділення зв'язку.